# Bill Ranford
William Edward „Bill“ Ranford (* 14. Dezember 1966 in Brandon, Manitoba) ist ein ehemaliger kanadischer Eishockeytorwart, der von 1986 bis 2000 für die Edmonton Oilers, die Boston Bruins, die Washington Capitals, die Tampa Bay Lightning und die Detroit Red Wings in der National Hockey League spielte. Zurzeit ist er Torwarttrainer der Los Angeles Kings.

## Karriere

### Beginn der Karriere
Bill Ranford begann seine Karriere 1983 in der kanadischen Juniorenliga WHL, wo er für die New Westminster Bruins spielte. Im NHL Entry Draft 1985 wurde er dann von den Boston Bruins in der dritten Runde an Position 52 ausgewählt, blieb aber noch in der WHL. Gegen Ende der Saison 1985/86 durfte er vier Spiele für die Bruins in der NHL absolvieren, wovon er drei gewann. Hinzu kamen noch zwei Einsätze in den Playoffs.
Zu Beginn der Saison 1986/87 wurde er von den Bruins zu den Moncton Golden Flames, dem Farmteam von Boston, in die AHL geschickt. Doch nach drei Spielen wurde er wieder in den NHL-Kader berufen und teilte sich den Posten als Stammtorhüter mit Doug Keans. Nach der Saison wurde er zu den Edmonton Oilers transferiert, wo er in der Saison 1987/88 hinter Stammtorhüter Grant Fuhr nur sechs Mal zum Einsatz kam und hauptsächlich für die Maine Mariners in der AHL spielte. Auch in den Playoffs kam er nicht zum Zug, als die Oilers den Stanley Cup gewannen.

### Stanley-Cup-Sieger
In der folgenden Saison war Ranford zwar weiterhin nur die Nummer zwei, doch durfte er nun mehr Spiele absolvieren. In der Saison 1989/90 blieb alles beim Alten bis sich Grant Fuhr so stark verletzte, dass er den Rest der Saison nicht mehr spielen konnte. Ranford übernahm seinen Posten und erreichte mit den Oilers die Playoffs. Die Oilers zogen bis ins Stanley-Cup-Finale ein, wo sie auf die Boston Bruins, Ranfords ehemaliges Team, trafen. Und auch gegen Boston konnten sie gewinnen und den Stanley-Cup-Sieg feiern. Ranford wurde auf Grund seiner starken Leistungen als MVP der Playoffs mit der Conn Smythe Trophy ausgezeichnet.
Im September 1990 wurde Grant Fuhr wegen Drogenkonsum für ein halbes Jahr gesperrt, womit klar war, dass Ranford weiterhin die Nummer eins bleiben würde. Durch weitere gute Leistungen wurde Ranford zum ersten Mal zum NHL Allstar-Game eingeladen. In den Playoffs erreichten die Oilers das Conference-Finale, wo man an den Minnesota North Stars scheiterte. Allerdings war Grant Fuhr mittlerweile ins Team zurückgekehrt und hatte den Stammplatz im Tor wieder übernommen, sodass Ranford nur drei Mal zum Einsatz kam.
Doch die Pläne des Managements, das die Mannschaft neu strukturieren wollte, kamen Ranford entgegen, denn nach der Saison wurde Fuhr abgegeben. Ranford war nun die unumstrittene Nummer eins in Edmonton.

### Sportliches Auf und Ab
Doch vor der nächsten Saison gehörte Ranford zum Kader der kanadischen Team, das beim Canada Cup 1991 antrat. Die kanadische Mannschaft konnte das Turnier gewinnen und obwohl das Team Canada mit Superstars, wie Wayne Gretzky und Mark Messier gespickt war, war es Bill Ranford, der zum MVP des Canada Cup gewählt wurde.
In der Saison 1991/92 schafften es die Oilers erneut ins Conference-Finale, allerdings konnte Ranford nicht die Form aus dem Jahr 1990 abrufen und das Team scheiterte. Danach ging es mit der Leistung der Oilers und auch von Ranford bergab. 1992/93 konnte er nur 17 seiner 67 Spiele gewinnen, 1993/94 holte er nur 22 Siege bei 71 Einsätzen. In beiden Jahren verpassten die Oilers die Playoffs. Im Frühjahr 1994 spielte Ranford für das Team Canada bei der Eishockey-Weltmeisterschaft. Mit einer herausragenden Leistung mit sechs Siegen in sechs Spielen und einem Gegentorschnitt von 1,17 hatte er großen Anteil am Gewinn des WM-Titel.
Doch die darauffolgende Saison 1994/95 brachte keine Besserung für die Oilers. Zu Beginn der Saison 1995/96 holten die Oilers mit Curtis Joseph einen neuen Torhüter ins Team, trotzdem war Ranford in den ersten Monaten die Nummer eins. Doch nachdem weder Ranford noch Joaquin Gage die erhofften Leistungen brachten, holte man Curtis Joseph, der beim Farmteam in der IHL "geparkt" wurde, ins Team und transferierte Bill Ranford zu den Boston Bruins.

### Wechselspiele
Für Boston absolvierte er den Rest der Saison als Stammtorhüter und er verbesserte sich auch wieder und konnte mit den Bruins in die Playoffs einziehen, wo sie aber nicht weit kamen. In der Saison 1996/97 schwächelte er wieder und wurde nach nur einem Jahr in Boston am 1. März 1997 zu den Washington Capitals transferiert. Dort hatte der deutsche Olaf Kölzig gerade die Position als erster Torwart von Jim Carey übernommen, der im Transfergeschäft um Ranford nach Boston gewechselt war und Ranford musste sich für den Rest der Saison hinter Kölzig einordnen. Auch in der Saison 1997/98 musste er sich mit dem Job als Back-up-Goalie des vier Jahre jüngeren Kölzig begnügen, der eine großartige Saison spielte. Bei Kölzig standen am Ende 33 Siege gegenüber 18 Niederlagen, während Ranford ein Verhältnis von sieben Siegen zu zwölf Niederlagen verbuchte. Mit dem deutschen Torhüter schafften es die Capitals bis ins Stanley-Cup-Finale, während Ranford von der Bank zuschauen musste. Doch im Finale gegen die Detroit Red Wings war das Team chancenlos.
Nach der Saison wurde Ranford zu den Tampa Bay Lightning transferiert, wo er mit 32 Einsätzen zwar wieder mehr Eiszeit erhielt, aber mit nur drei Siegen keine gute Figur machte. Doch der Aufenthalt in Tampa war nur von kurzer Dauer und bereits März 1999 wurde er zu den Detroit Red Wings transferiert. In der Regulären Saison spielte er noch vier Mal und konnte nach langer Zeit wieder ein paar positive Eindrücke hinterlassen. Hinzu kamen noch vier Einsätze in den Playoffs, wo er einen Shutout schaffte, aber dafür in zwei anderen Partien schon frühzeitig ausgewechselt wurde, nachdem er zu viele Gegentreffer kassiert hatte. Die Red Wings verlängerten seinen Vertrag nach der Saison nicht.
Im August kehrte Ranford zu den Edmonton Oilers zurück, wo er die Saison 1999/2000 als Back-up-Goalie von Tommy Salo bestritt. Auch hier konnte er keine Akzente setzen und so beendete er im April 2000 seine Karriere.

### Nach dem Karriereende
Am 22. November 2003 stand Bill Ranford zusammen mit Grant Fuhr im Tor des mit ehemaligen Spielern gespickten Team der Edmonton Oilers gegen ein Team ehemaliger Spieler der Montréal Canadiens beim NHL Heritage Classic 2003. Das Spiel fand im Rahmenprogramm des ersten Freiluft-Spiels in der NHL-Geschichte statt und wurde im Commonwealth Stadium in Edmonton vor über 55.000 Zuschauern veranstaltet.
Für den im Jahr 2004 erschienenen Spielfilm Miracle – Das Wunder von Lake Placid, der vom Olympiasieg der US-Eishockeymannschaft 1980 handelt, stand Ranford für die Spielszenen in der Rolle des US-Torhüters Jim Craig auf dem Eis. Im Rest des Films wird die Rolle von Eddie Cahill gespielt.
Seit Sommer 2006 ist Bill Ranford Torwarttrainer bei den Los Angeles Kings.

## Erfolge und Auszeichnungen
| - 1986 WHL Second All-Star-Team - 1988 Stanley-Cup-Gewinn mit den Edmonton Oilers - 1989 NHL-Spieler des Monats Dezember | - 1990 Stanley-Cup-Gewinn mit den Edmonton Oilers - 1990 Conn Smythe Trophy - 1991 NHL All-Star Game |

### International
| - 1991 Goldmedaille beim Canada Cup - 1991 Wertvollster Spieler des Canada Cups - 1991 All-Star Team des Canada Cups | - 1994 Goldmedaille bei der Weltmeisterschaft - 1994 Wertvollster Spieler der Weltmeisterschaft - 1996 Zweiter Platz beim World Cup of Hockey |

## NHL-Statistik
(Legende zur Torhüterstatistik: GP oder Sp = Spiele insgesamt; W oder S = Siege; L oder N = Niederlagen; T oder U oder OT = Unentschieden oder Overtime- bzw. Shootout-Niederlage; Min. = Minuten; SOG oder SaT = Schüsse aufs Tor; GA oder GT = Gegentore; SO = Shutouts; GAA oder GTS = Gegentorschnitt; Sv% oder SVS% = Fangquote; EN = Empty Net Goal; 1 Play-downs/Relegation; Kursiv: Statistik nicht vollständig)